# Armstrong Whitworth A.W.660 Argosy
Pour les articles homonymes, voir Argosy.
L'Armstrong Whitworth A.W.660 Argosy est un avion bipoutre de transport militaire autant que civil conçu au Royaume-Uni dans les années 1950.

## Historique
L'Armstrong Whitworth A.W.660 Argosy fut le dernier avion produit en série par son constructeur avant que celui-ci ne devienne Hawker Siddeley.

### Développement

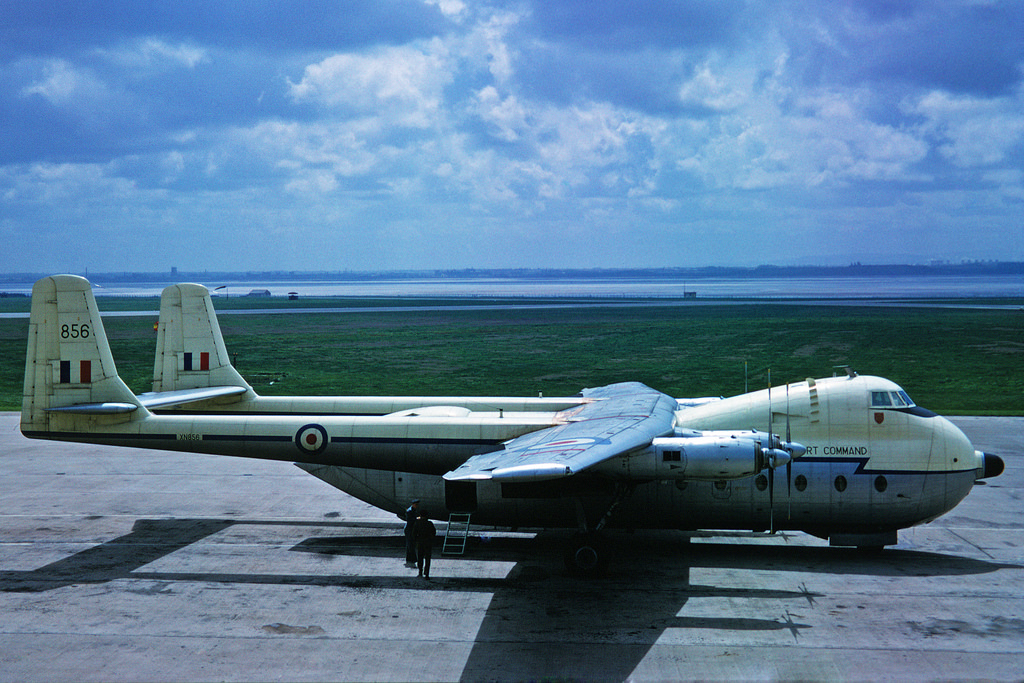
Armstrong Whitworth A.W.660 Argosy aux couleurs de la Royal Air Force.

Fin 1955 la Royal Air Force émit le cahier des charges codé OR323 relatif à un avion de transport de fret susceptible de pouvoir assurer des missions entre la Grande-Bretagne et les bases aériennes britanniques en Europe occidentale. La charge marchande de l'avion était envisagé à treize tonnes. Comme d'autres avionneurs le constructeur Armstrong Whitworth se mit sur les rangs avec un avant-projet désigné A.W.66.
Quand près d'un an plus tard l'OR323 fut abandonné par la RAF les ingénieurs de chez Armstrong Whitworth avaient bien avancé le projet. Deux avions semblaient même pouvoir exister : l'A.W.650 Freightercoach civil et l'A.W.660 Argosy militaire. Hormis ces changements de désignations les deux avions étaient très similaires. Le premier d'entre-eux ne visait pas au transport de passager mais bien exclusivement de marchandises. 
Architecturalement parlant ces avions reprenait les concepts de l'avion bipoutre très en vogue à ce moment-là pour la conception d'avions de transport militaires dans les rangs des forces occidentales. Les ingénieurs eurent l'idée de motoriser leurs futurs avions avec des turbopropulseurs Rolls-Royce RDa.8 Dart Mk-10 et non des moteurs en étoile plus classiques. Ils ne souhaitaient pas revivre les déconvenues connues par leur concurrent Handley Page avec son HPR-3 Herald.
Dans le même temps un projet commençait à émerger, celui de l'A.W.670 prévu pour transporter six véhicules légers et 30 passager et celui de l'A.W. 671 qui aurait pu transporter jusqu'à 130 passagers. L'A.W.670 et l'A.W.671 devaient être des versions agrandies de l'A.W.650 et posséder un double-pont. Ces deux avions plus lourds auraient abandonné les turbopropulseurs d'origine pour des Rolls-Royce Tyne RTy.12 plus puissants.
C'est sous l'immatriculation britannique G-AOZZ que le prototype sortit d'usine le 21 décembre 1958. Après divers essais statiques il réalisa son premier vol le 8 janvier 1959. En avril de la même année la Royal Air Force annonça son intention d'acquérir cinquante-six exemplaires de l'A.W.660 sous la désignation d'Argosy C Mk-1. Dans le même temps les dirigeants du constructeur décidèrent d'abandonner le nom de Freightercoach pour l'A.W.650 et de le désigner également Argosy. En juin 1959 le quatrième Argosy produit, un A.W.650 fut présenté officiellement au public lors du Salon du Bourget. Il portait la livrée de la compagnie aérienne américaine Riddle Airlines.
Finalement lors de la reprise d'Armstrong Whitworth par Hawker Siddeley en 1961 les projets d'A.W.670 et A.W.671 furent abandonnés. Ils n'avaient pas dépassé le stade de la vue d'artiste. C'est Hawker Siddeley qui se chargea par la suite de la transformation de deux anciens Argosy civils en avions d'entraînement avancé pour les besoins de la RAF.

### Service opérationnel

#### Au sein des forces britanniques

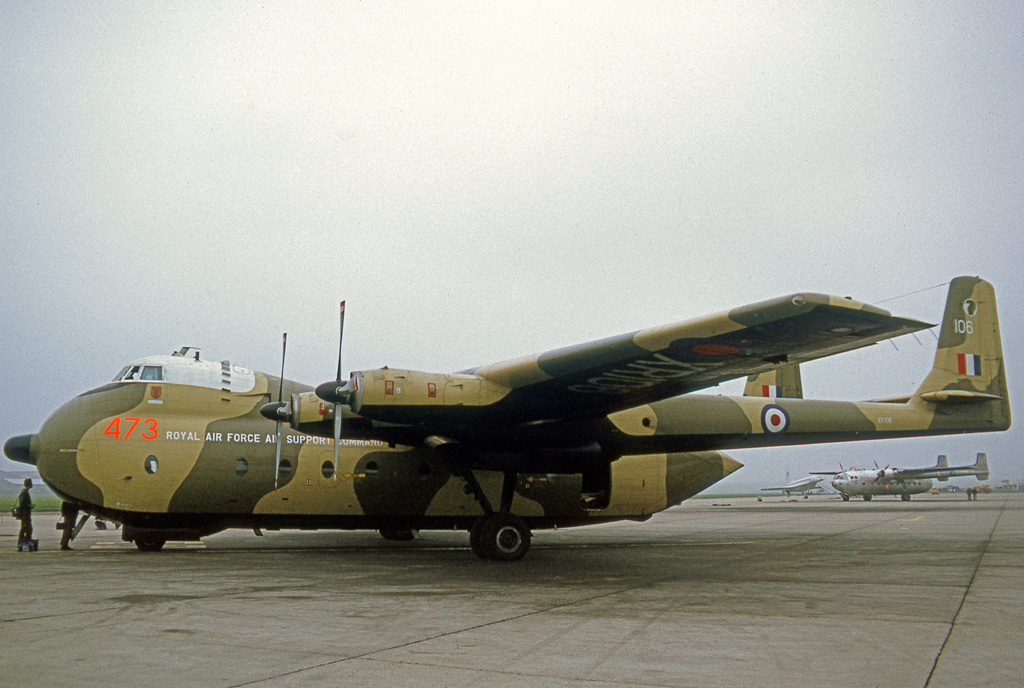
Armstrong Whitworth Argosy C Mk-1

C'est le 4 mars 1961 que la RAF reçut son premier Argosy C Mk-1. Il fut mis en œuvre par l'OCU272, une unité d'entraînement avancé spécialisée dans les avions de transport. Par la suite pas moins de six Squadrons britanniques en furent équipés, notamment outre-mer. En 1967 la RAF réceptionna son premier Argosy E Mk-1 de calibration des aides à la navigation et des radars du contrôle aérien. Ceux ci volaient exclusivement depuis le territoire britannique.
En 1969 la fermeture de la majorité des bases britanniques en Asie entraîna le retour au Royaume-Uni des Argosy C Mk-1. 
L'année 1970 marqua le début du retrait du service des Argosy C Mk-1 au profit des Lockheed Hercules C Mk-1. Deux ans plus tard entrèrent en service les deux seuls Argosy T Mk-2 destiné à la formation avancée des navigateurs. Cependant en raison de leur coût astronomique ces avions volèrent peu et furent rapidement retirés du service, en 1975. L'année suivante la Royal Air Force raya de ses listes sont ultime Argosy, le dernier E Mk-1 remplacé par le premier Andover E Mk-3. 
Pour autant un autre A.W.660 volaient sous la cocarde britannique. Ainsi l'Aeroplane and Armament Experimental Establishment utilisait l'Argosy C Mk-1 codé XN817 pour des vols de soutien aux essais en vol. Il participa notamment à des essais d'avionique embarquée et de transport de fret. L'A&AEE le retira du service en 1984 au profit d'un Short Belfast C Mk-1.

#### Au sein de compagnies aériennes
L'Armstrong Whitworth A.W.650 Argosy vola du début des années 1960 au milieu des années 1990 principalement comme avion de transport de fret civil et de transport postal. Quelques exemplaires furent adaptés pour du transport mixte passagers et fret.

## Utilisateurs

### Utilisateurs militaires et parapubliques
- Royaume-Uni.
  - Royal Air Force.
    - Squadrons 70, 105, 114, 105, 215, et 267.
    - Operation Conversion Unit 242.
    - Flying Training School 6.

  - Aeroplane and Armament Experimental Establishment.

### Utilisateurs civils

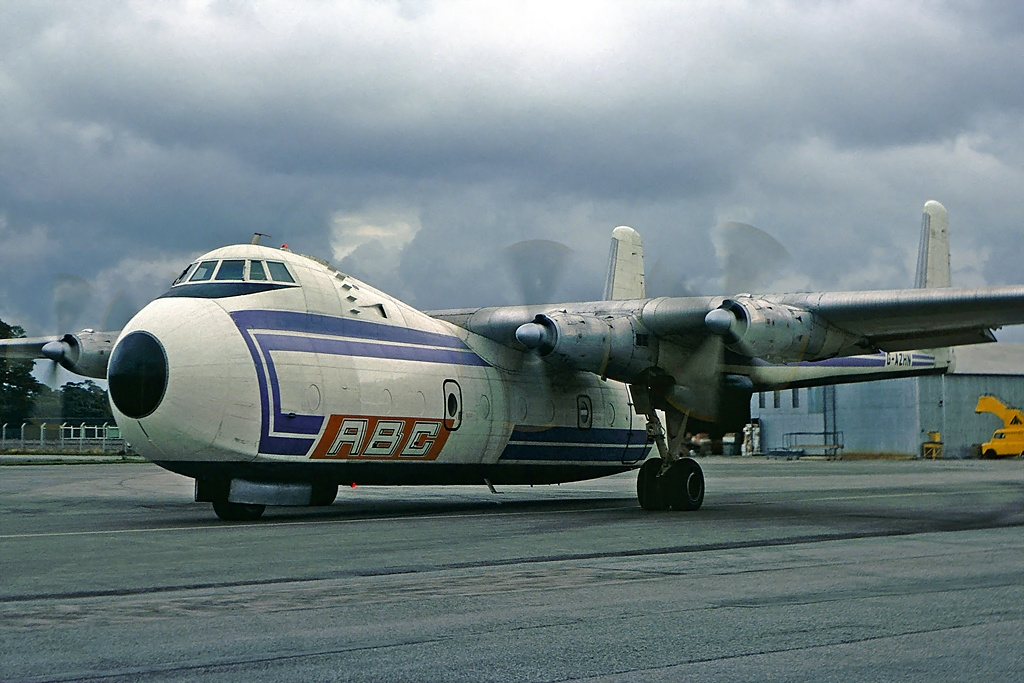
Armstrong Whitworth A.W.650 Argosy aux couleurs d'Air Bridge Carriers

L'A.W.650 Argosy a été utilisé notamment par les compagnies aériennes suivantes.
- États-Unis : Riddle Airlines.
- Irlande : Aer Turas.
- Nouvelle-Zélande : Safe Air.
- Zaïre : Otrag Range Air Service, afin de faire la liaison avec le pas-de-tir de l'entreprise[1].
- Royaume-Uni : Air Bridge Carrier.
- Royaume-Uni : Elan.
- Royaume-Uni : Sagittair.

## Aspects techniques

### Description
L'Armstrong Whitworth A.W.660 Argosy se présente sous la forme d'un monoplan à aile haute droite. Il est mû par quatre turbopropulseurs entraînant chacun une hélice quadripale métallique. Sa particularité la plus notable est son architecture du type bipoutre. L'une de ses particularité réside dans sa porte avant qui permet d'ouvrir en grand le nez de l'avion. Pour le reste il est construit intégralement en métal et possède un train d'atterrissage tricycle escamotable.

### Versions

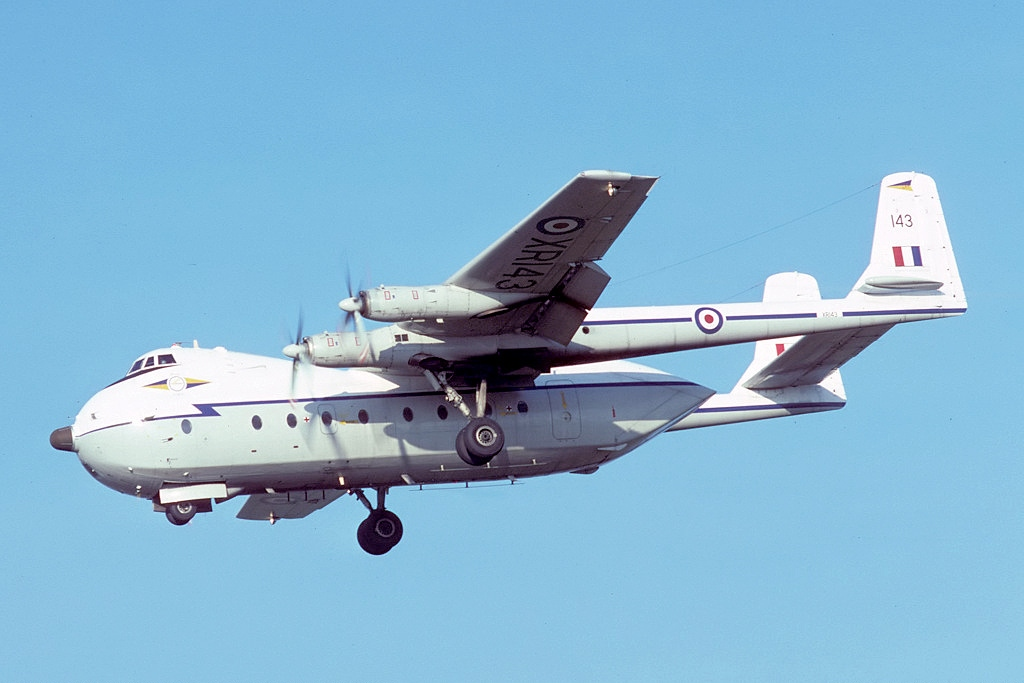
Armstrong Whitworth Argosy E Mk-1.

- Armstrong Whitworth A.W.66 : Désignation de l'avant-projet pour un avion exclusivement militaire.
- Armstrong Whitworth A.W.650 Freightercoach : Désignation d'origine de la version civile.
  - Armstrong Whitworth A.W.650 Argosy : Désignation finale de la version civile.
    - Armstrong Whitworth A.W.650 Argosy serie 101 : Première sous-version civile construite à six exemplaires.
    - Armstrong Whitworth A.W.650 Argosy serie 102 : Deuxième sous-version civile construite à quatre exemplaires.
    - Armstrong Whitworth A.W.650 Argosy serie 200 : Troisième sous-version civile construite à huit exemplaires.
- Armstrong Whitworth A.W.660 Argosy : Désignation de la version militaire.
  - Armstrong Whitworth Argosy C Mk-1 : Désignation des A.W.660 de transport au sein de la Royal Air Force et de l'Aeroplane and Armament Experimental Establishment, construite à cinquante-six exemplaires.
    - Armstrong Whitworth Argosy E Mk-1 : Désignation de l'Argosy C Mk-1 transformés pour les missions de calibration, construits à deux exemplaires.

  - Hawker Siddeley Argosy T Mk-2 : Désignation des A.W.650 Argosy serie 101 transformés pour les missions d'entraînement avancé à la navigation, construits à deux exemplaires.

### Avion éponyme
L'Armstrong Whitworth A.W.660 Argosy ne doit surtout pas être confondu avec l'avion de ligne biplan Armstrong Whitworth A.W. 155 Argosy datant lui des années 1920.

### Aéronefs similaires

#### Dans l'architecture

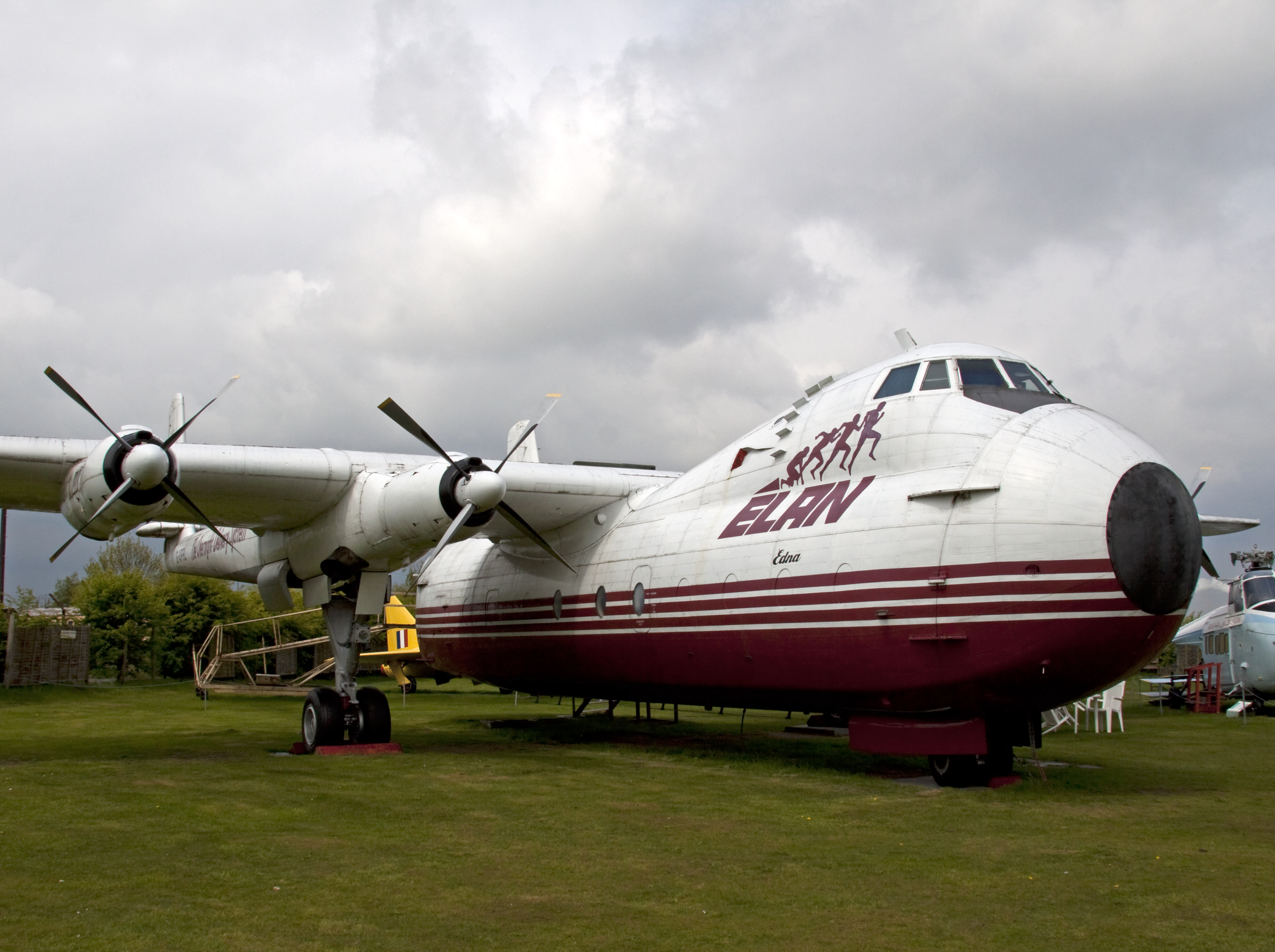
Armstrong-Whitworth A.W.650 Argosy G-BEOZ préservé.

- États-Unis : Fairchild C-119 Flying Boxcar
- France : Nord N-2501 Noratlas

#### Dans la mission
- Union soviétique : Antonov An-24.

## Préservation
- L'A.W.650 Argosy immatriculé G-BEOZ à l'East Midlands Airpark.
- L'A.W.660 Argosy C Mk-1 codé XP411 au Royal Air Force Museum London.

## Sources & références

### Sources bibliographiques
- Michel Marmin, Encyclopédie "Toute l'aviation", Editions Atlas, 1993.
- Jacques Legrand, Chronique de l'aviation, Paris, Éditions Chronique, 1991 (ISBN 978-2-905969-51-4).
- (en) Stewart Wilson, Airliners of the world, Aerospace Publication, 1999, 176 p. (ISBN 978-1-875671-44-1).
- (en) Adrian Balch, Testing colours : British test, trials and research aircraft of A&AEE, RAE, & ETPS since 1960, Airlife Publishing, 1993 (ISBN 978-1-85310-349-0).
- (en) John Tunstall, « AW 650 Freighter Nears First Flight », Aviation Week, New York (États-Unis), McGraw-Hill, vol. 69, no 23,‎ 8 décembre 1958, p. 92-93, 95-96, 99, 101, 103 & 105 (ISSN 0005-2175, lire en ligne, consulté le 24 février 2023).

### Sources web
- L'Armstrong Whitworth A.W.660 Argosy sur le site Avions Légendaires.
- (en) L'Armstrong Whitworth A.W.660 Argosy sur le site Aviastar.
- L'Armstrong Whitworth A.W.660 Argosy sur le site Aviations Militaires.